# 미아 니콜라이
미아 니콜라이(Mia Nicolai, 1996년 3월 7일 ~ )는 네덜란드의 싱어송라이터, 배우이다. 2023 유로비전 송 콘테스트에 디온 쿠퍼와 함께 네덜란드 대표로 참가했다.